# Аерація (акваріум)

Ерліфт-аератор у (ліворуч) в складі донного фільтра

Аерація води в акваріумі — процес насичення води акваріума повітрям або іншою сумішшю газів для забезпечення належного рівня розчиненого у воді кисню.

## Призначення
Кисень в акваріумі необхідний для дихання риб, рослин, безхребетних та простіших, а також процесів окислення органіки. Головним джерелом надходження кисню у природі є атмосферне повітря та фотосинтез водних рослин. Аерації води сприяють значна відносна поверхня природних водойм, вітер та хвилі.
Концентрація кисню у акваріумі, як штучній водоймі, знаходиться в прямій залежності від заселеності акваріума, співвідношення глибини до площі водної поверхні, режиму освітленості, температури води, забруднення тощо. У великих акваріумах, які добре засаджені рослинами і містять відносно невелику кількість риб, можливе самозабезпечення киснем, оскільки він в достатніх кількостях утворюється в результаті фотосинтезу, але і в таких акваріумах аерація є корисною, оскільки спричиняє рух води, змішуючи воду з нижніх і верхніх шарів, що сприяє вирівнюванню температури та хімічного складу води.
Аерацію застосовують, в основному, у густонаселених рибою акваріумах. При цілодобової подачі вуглекислого газу вночі включають аерацію, щоб запобігти скачки pH в той час, коли світло вимкнений і фотосинтез не відбувається. Звичайно ж, при включеному світлі і подачі CO2 виробляти аерацію не потрібно, так як вона буде посилювати вивітрювання розчиненого CO2із води.
Для акваріума ємністю до 100 літрів достатньо використовувати компресор малої потужності з одним розпилювачем. Для більших та особливо подовжених акваріумів необхідні декілька розпилювачів. Для регулювання потоку використовують спеціальні вентилі, крани та затискачі.
Газообмін з повітрям також можна покращити, направивши воду з помпи або фільтра до поверхні, або утворивши невеликий водоспад.

## Конструкція

### Типи аераторів
Існує три основні типи систем аерації води: на основі повітряного компресора, водяної помпи та водоспаду. При цьому системи аерації часто об'єднують з системами фільтрації води:
- в системах на основі компресора — ерліфт утворює потік води, яка прокачується через фільтр;
- в системах на основі внутрішнього фільтра — струмінь води захоплює повітря з поверхні;
- в системах на основі зовнішнього фільтра — вода повертається в акваріум через повітря.

### Аерація на основі компресора

#### Принцип роботи
Конструкція систем аерації з повітряним компресором доволі проста: повітря від компресора через трубку подається в один або кілька розпилювачів, розташованих в воді акваріума. Бульбашки з розпилювачів піднімаються на поверхню та поступово розчиняються у воді, збагачуючи її киснем та виводячи надлишок вуглекислого газу.

#### Компресори
В акваріумістиці використовують два типи компресорів: вібраційні та поршневі. Вібраційні компресори дешеві, мають просту конструкцію, надійні, споживають мало електроенергії, але мають малу продуктивність та відносно низький тиск на виході. Під час роботи можуть створювати досить сильний шум.
Поршневі компресори більш складні, вимагають змащування, але більш тихі, потужні і дорогі.

#### Розпилювачі
Для покращення розчинення газу у воді використовують розпилювачі повітря, здатні утворювати велику кількість дрібних бульбашок. Популярним матеріалом для розпилювачів є абразивні камені.

### Аерація на основі помпи
Функція аерації часто забезпечують водяні помпи, встановлені в акваріуми у складі внутрішніх фільтрів. Більшість таких помп оснащується спеціальним повітрозабірником, який за рахунок падіння тиску у вихідному соплі засмоктує повітря і розбиває його струменем води на дрібні бульбашки.

### Аерація на основі водоспаду
В акваріумах, обладнаних зовнішніми фільтрами, аерацію забезпечують струменями води, які виливаються через ряд спеціальних отворів (званих «флейтою») на поверхню води.

### Аерація на основі ерліфту
Потік поди, що утворюється спливаючими бульбашками, може бути використаний для подачі води у фільтр. Для цього повітря з компресора розпилюється в нижньому кінці вертикальної трубки і рухаючись догори виштовхує на поверхню струмінь води. Рівень підйому води 5—10 см цілком достатній, щоб подати воду у фільтр, розміщений вище рівня води акваріума. Такий фільтр може розташовуватись вздовж задньої стінки акваріума. Якщо акваріум відкритий, в такий фільтр можуть бути висаджені болотні рослини, при цьому ерліфт забезпечує як полив цих рослин, так і їх удобрення.